# بينديغوز بولا
بينديغوز بولا (مواليد 22 نوفمبر 1999) هو لاعب كرة قدم مجري يلعب في مركز الظهير الأيمن في نادي غراسهوبر زيوريخ.